# Lisa Maria Otte
Lisa Maria Christina Otte (* 21. Dezember 1982 in Lübeck) ist eine deutsche Politikerin (Bündnis 90/Die Grünen).

## Leben
Lisa Maria Otte wuchs in Lübeck auf. Sie studierte Umweltwissenschaften an der Universität Lüneburg mit Bachelorabschluss 2014.
Gemäß den Angaben § 26 Abs. 1 HmbAbgG  ist Otte Senior Consultant im Business Development bei Ramboll Management Consulting in Hamburg.

## Politische Karriere
Sie engagierte sich als Kampaignerin bei Greenpeace, ab 2014 hauptamtlich und wurde 2019 „Leiterin der politischen Kampagnen-Abteilung“ deutschlandweit bei der Tierschutzorganisation Vier Pfoten. Seit 2018 ist Lisa Maria Otte Mitglied der Grünen. Dort ist sie Mitglied in der Grünen Bundesarbeitsgemeinschaft Tierschutzpolitik und in der Grünen Landesarbeitsgemeinschaft Tierpolitik in Hamburg.

### Bürgerschaftsabgeordnete
Bei der Bürgerschaftswahl in Hamburg 2020 erhielt sie über ihren Grünen-Landeslistenplatz 51 ein Mandat in der Hamburgischen Bürgerschaft. In ihrer Fraktion ist sie tierschutzpolitische Sprecherin.